# Bertrand Baguette
Bertrand Marcel Nicolas Baguette (Verviers, Bélgica; 23 de febrero de 1986) es un piloto de automovilismo belga, que actualmente corre en el Super GT Japonés. Salió campeón pilotos de la clase LMP2 del Campeonato Mundial de Resistencia en 2013, y de la Fórmula Renault 3.5 Series en 2009. También logró una victoria de clase en las 24 Horas de Le Mans en 2013.

## Carrera deportiva
Baguette se inició en el karting en 2000, disciplina donde compitió hasta el 2003. En 2004 pasó a la Fórmula Renault 1.6 Bélgica, donde resultó tercero. En 2005 disputó el Championnat de France Formula Renault 2.0; logró un podio para terminar 11º en el campeonato; en ese año disputó la Eurocopa Formula Renault 2.0 donde resultó octavo. Al año siguiente, Baguette terminaría cuarto en la Eurocopa Fórmula Renault 2.0 con una victoria y cinco podios. En tanto que en el Championnat terminaría octavo con un podio.
Después de una primera temporada en 2007 con el equipo KTR en las World Series by Renault, donde subió al podio en Donington Park y Montmeló, en 2008 continuó en esta categoría con el equipo italiano Draco Racing que tuvo pilotos en el pasado como Felipe Massa y Rubens Barrichello, ahora en la F1. La Inteligente, la velocidad y la calidad de la retroalimentación técnica belga, sin embargo, sólo 23 años de edad, es reconocido en el mundo del automovilismo y lo llevó a ser invitado por muchos equipos para pruebas. En 2009, renunció a seguir con Draco, las dos partes, ya que no podrían haber completado el trabajo que estaban realizando. Después de una pole y 10 podios, incluyendo 5 victorias, ganó el campeonato del 2009. También llevará a cabo sus primeras vueltas en la F1 en 2009: dos días de pruebas en el circuito español de Jerez con Renault F1 Team y con BMW Sauber.
En 2010, Baguette pasó a competir en la IndyCar Series en un segundo auto de Conquest a partir de la tercera fecha. En 15 fechas disputadas Baguette logró como mejor resultado un décimo puesto en Kentucky, y termnó 22º en el campeonato. El piloto belga disputó las 500 Millas de Indianapolis de 2011 con el equipo Rahal Letterman Lanigan Racing, donde terminó séptimo en la carrera. Además en ese año, participó en cuatro carreras del Campeonato FIA GT con un Ford de Marc VDS, cosechando un tercer puesto y un cuarto.
Baguette pasó a competir con más frecuencia en carreras de resistencia en 2012. Compitió en la European Le Mans Series en 2 carreras con Morgan de la clase LMP2 del equipo OAK, logrando una victoria y un segundo puesto terminando tercero en el campeonato; además compitió con dicho equipo en el Campeonato Mundial de Resistencia en 5 fechas con un OAK Pescarolo 01 de la clase LMP1 y en 3 con un Morgan de la clase LMP2. También disputó dos carreras de la International GT Open con un Aston Martin de clase GTS logrando una victoria de clase

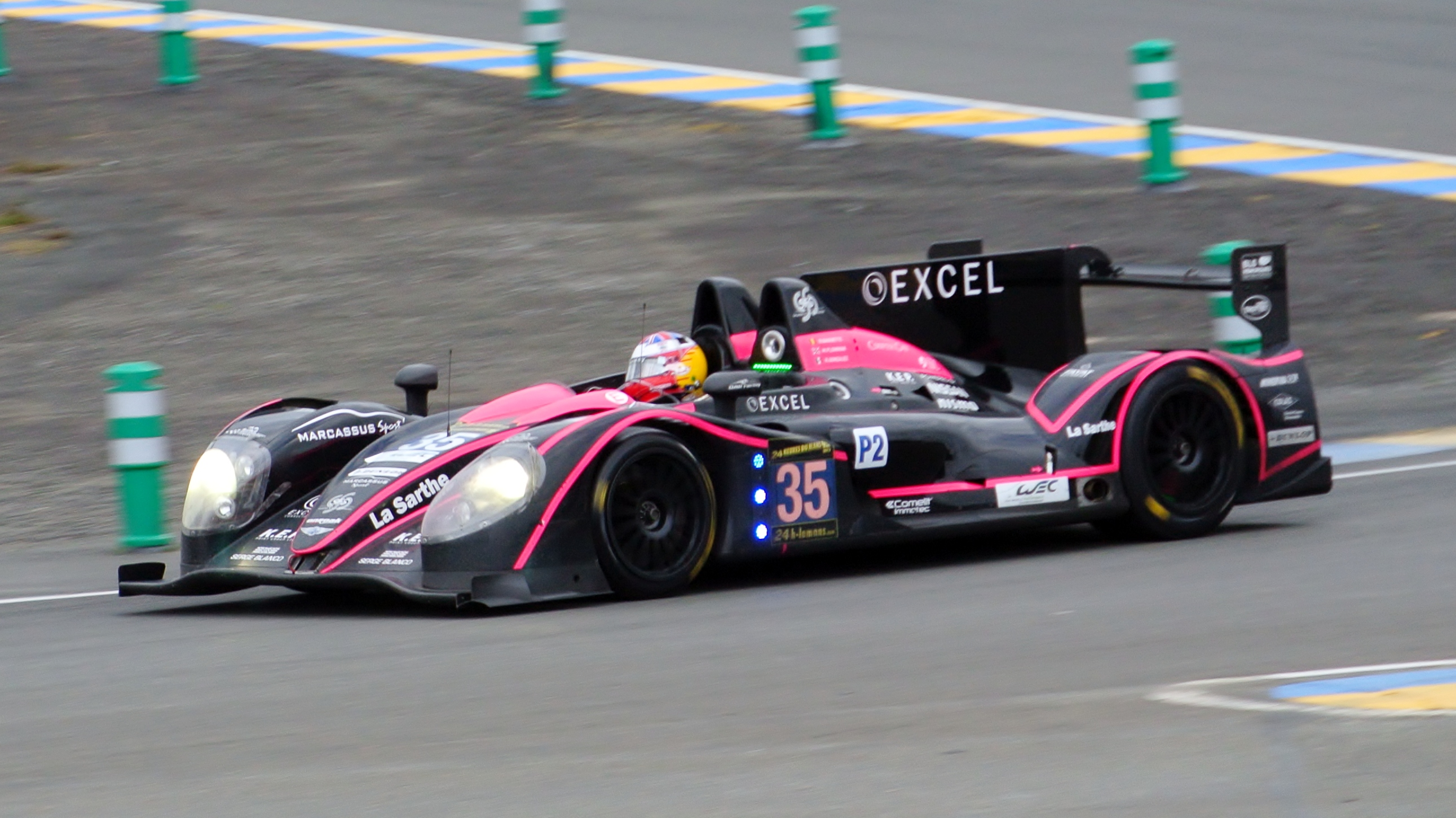
Auto No. 35 de González, Plowman y Baguette ganadores de las 24 Horas de Le Mans 2013

En 2013, Baguette pasó a competir toda la temporada del Campeonato Mundial de Resistencia con un Morgan de la clase LMP2 del equipo OAK junto con Ricardo González y Martin Plowman. En la 81.ª edición de las 24 Horas de Le Mans 2013, los tres ganan en la clase LMP2 y terminaron séptimo en la general. Su Morgan LMP2 cubrió un total de 329 vueltas en el Circuito de la Sarthe. La prueba se corrió bajo condiciones climáticas muy complicadas que produjeron serios accidentes y un nuevo récord de doce autos de seguridad. Baguette tuvo el honor de cerrar el último tramo de la carrera. El trío además ganó en Fuji, cosechó 3 podios más y dos cuartos puestos, de forma que ganaron el título de pilotos y de equipos en la clase LMP2.
En 2014 entra a competir en el Super Fórmula Japonés. Las tres primeras temporadas que disputa allí, corre con el equipo Epson Nakajima Racing junto al piloto Daisuke Nakajima, donde queda 17º, 15º y 18º respectivamente con tan sólo un podio como resultado más destacado. En 2017 compite también con Nakajima Racing, pero con Kosuke Matsuura como compañero, esta temporada logra su primera victoria en el circuito de Suzuka.

## Resultados

### Campeonato Mundial de Resistencia de la FIA
(Clave) (negrita indica pole position) (cursiva indica vuelta rápida)

| Año  | Escudería  | Clase | Automóvil              | 1   | 2   | 3   | 4   | 5   | 6   | 7   | 8   | Pos. | Puntos | Ref.  |
| ---- | ---------- | ----- | ---------------------- | --- | --- | --- | --- | --- | --- | --- | --- | ---- | ------ | ----- |
| 2012 |            |       |                        | SEB | SPA | LMS | SIL | SÃO | BHR | FUJ | SHA | 71.º | 2      | [ 4 ] |
| 2012 | OAK Racing | LMP1  | OAK Pescarolo 01-Judd  | 25  | Ret | Ret |     |     |     |     |     | 71.º | 2      | [ 4 ] |
| 2012 | OAK Racing | LMP2  | Morgan LMP2-Nissan     |     |     |     | 14  | Ret | Ret |     |     | 71.º | 2      | [ 4 ] |
| 2012 | OAK Racing | LMP1  | OAK Pescarolo 01-Honda |     |     |     |     |     |     | 16  | 14  | 71.º | 2      | [ 4 ] |
| 2013 | OAK Racing | LMP2  | Morgan LMP2-Nissan     | SIL | SPA | LMS | SÃO | COA | FUJ | SHA | BHR | 1.º  | 141.5  | [ 5 ] |
| 2013 | OAK Racing | LMP2  | Morgan LMP2-Nissan     | 4   | 3   | 1   | 2   | 7   | 1   | 3   | 4   | 1.º  | 141.5  | [ 5 ] |

### 24 Horas de Le Mans
| Año  | Equipo     | Copilotos                         | Auto                      | Clase | Vueltas | Pos. | Pos. Clase |
| ---- | ---------- | --------------------------------- | ------------------------- | ----- | ------- | ---- | ---------- |
| 2012 | OAK Racing | Franck Montagny Dominik Kraihamer | OAK Pescarolo 01 Evo-Judd | LMP1  | 219     | Ret. | Ret.       |
| 2013 | OAK Racing | Martin Plowman Ricardo González   | Morgan LMP2-Nissan        | LMP2  | 329     | 7.º  | 1.º        |